# Vikneanî, Tlumaci
Vikneanî (în ucraineană Вікняни) este o comună în raionul Tlumaci, regiunea Ivano-Frankivsk, Ucraina, formată numai din satul de reședință.

## Demografie
Componența lingvistică a comunei Vikneanî
     Ucraineană (99,63%)
     Alte limbi (0,37%)
Conform recensământului din 2001, majoritatea populației comunei Vikneanî era vorbitoare de ucraineană (99,63%), existând în minoritate și vorbitori de alte limbi.